# Coleophora caespititiella
Coleophora caespititiella é uma espécie de mariposa do gênero Coleophora pertencente à família Coleophoridae.